# Путешествие вдвоём
«Путешествие вдвоём» (фр. Le Voyage en douce) — драма 1980 года. Фильм был номинирован на главный приз 30-го «Берлинского кинофестиваля».

## Сюжет
История о том, как две подруги-парижанки, Элен и Люси, отправились путешествовать по стране.

## В ролях
- Доминик Санда — Элен
- Джеральдина Чаплин — Люси
- Жак Забор[фр.] — Дени
- Кристоф Малавуа — пассажир поезда
- Андре Маркон — человек на концерте